# Récord de velocidad ferroviario

Un tren Shinkansen L0, que ostenta el récord mundial de velocidad en trenes no convencionales, con un registro de 603 km/h

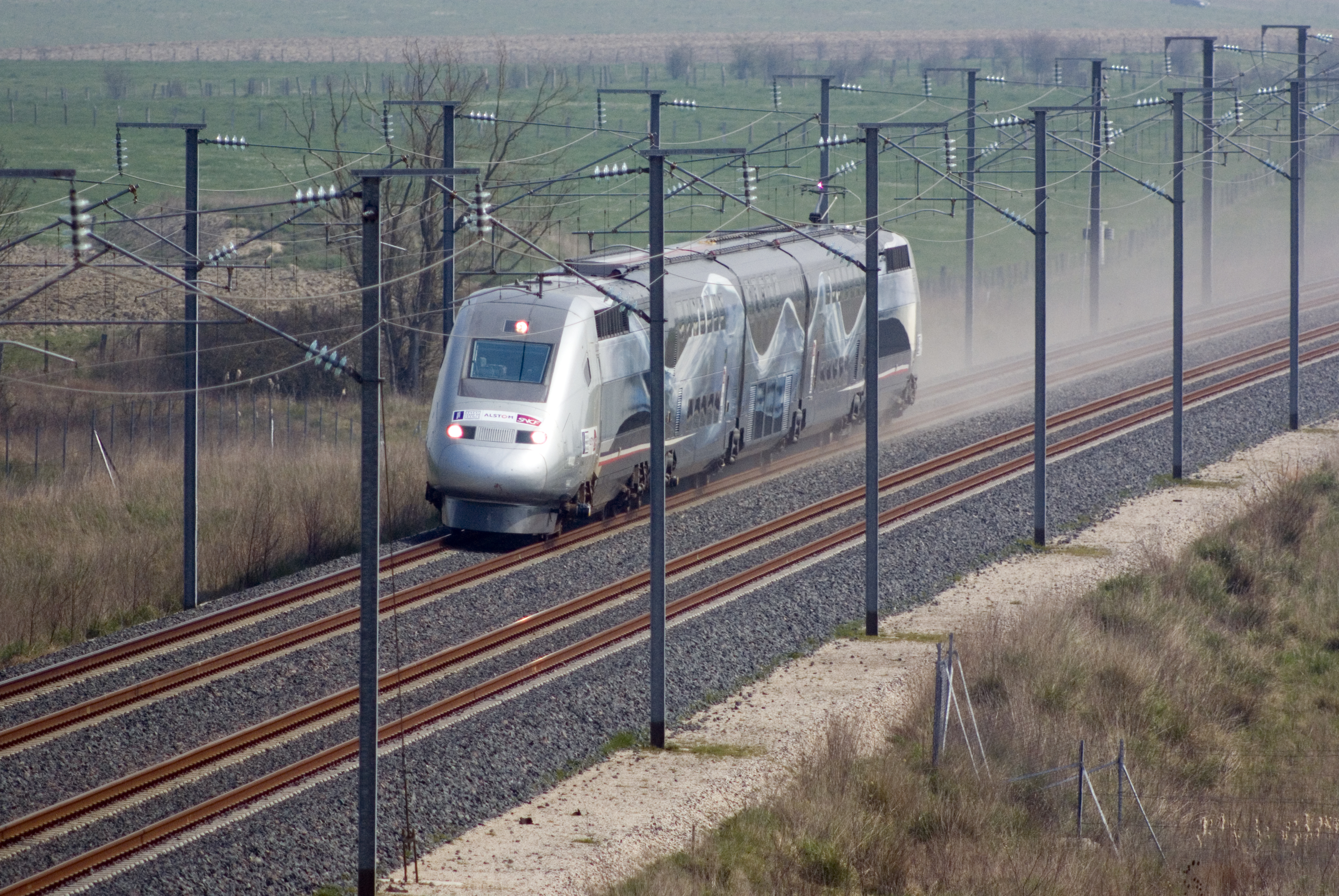
El TGV 4402 (tipo V150) alcanzando 574,8 km/h (357 mph)

El récord mundial de velocidad ferroviario de un tren de pasajeros convencional sobre ruedas lo ostenta el TGV Duplex de la empresa francesa Alstom (Train à Grande Vitesse), establecido en 2007 cuando alcanzó los 574,8 km/h (357,2 mph) en una sección de vía entre París y Estrasburgo de 140 km (87,0 mi) de la línea de alta velocidad europea Este de la Red Transeuropea de Alta Velocidad.
El tren de levitación magnética experimental (tren no convencional) de Japón Shinkansen L0 alcanzó 603 km/h (375 mph) en un tramo de vía de levitación magnética de 42,8 km de longitud en 2015.

## Récords mundiales de velocidad
| Leyenda: - Disposición: - Disposición y número de elementos que forman el tren: Locomotora (una locomotora tirando de uno o más coches) // Múltiple (múltiples elementos motorizados en un solo tren) // Sencillo (vehículo de una sola unidad) - Propulsión: - CC // CC 3er riel // CA // Monofásico // Trifásico // Diésel-eléctrico // Turbina de gas (GTEL) // Vapor // Diésel-hidráulico // Hélice // Cohete // Reactor - Estado: - Prototipo // No modificado (vehículo en servicio sin modificar) // Desconocido // Modificado |

### Todos los trenes de pasajeros
La siguiente es una lista parcial de récords mundiales absolutos de velocidad para todos los trenes diseñados para transportar pasajeros, independientemente del ancho de vía, la propulsión o el tipo de carril.
| Velocidad             | Fecha                 | Línea                                                                    | País                    | Tren                                            | Disposición    | Propulsión                        | Estado        | Comentarios |
| --------------------- | --------------------- | ------------------------------------------------------------------------ | ----------------------- | ----------------------------------------------- | -------------- | --------------------------------- | ------------- | --- |
| 603 km/h (375 mph)    | 2015-04-21            | Vía de Pruebas de Yamanashi                                              | Japón                   | Shinkansen L0                                   | Múltiple       | CA (Tren de levitación magnética) | Prototipo     | Conjunto de tren de siete coches, con viajeros a bordo. |
| 590 km/h (367 mph)    | 2015-04-16            | Vía de Pruebas de Yamanashi                                              | Japón                   | Shinkansen L0                                   | Múltiple       | CA (Maglev)                       | Prototipo     | Conjunto de tren de siete coches, con viajeros a bordo. |
| 581 km/h (361 mph)    | 2003-12-02            | Vía de Pruebas de Yamanashi                                              | Japón                   | MLX01                                           | Múltiple       | CA (Maglev)                       | Prototipo     | Conjunto de tren de tres coches. Registro verificado por el Libro Guinness de los récords. |
| 574,8 km/h (357 mph)  | 2007-04-03            | Línea de alta velocidad europea Este                                     | Francia                 | TGV POS Set No. 4402                            | Múltiple       | CA                                | Modificado    | Conjunto formado por 2 cabezas tractoras + 3 coches. Récord mundial actual sobre raíles de acero. |
| 515,3 km/h (320 mph)  | 1990-05-18            | Línea de alta velocidad Atlantique                                       | Francia                 | TGV Atlantique Set No. 325                      | Múltiple       | CA                                | Modificado    | Modificaciones extensivas. |
| 501 km/h (311 mph)    | 2003-11-12            | Maglev de Shanghái                                                       | República Popular China | Transrapid SMT                                  | Múltiple       | CA (Maglev)                       | No modificado | Registrado en 2003 en una prueba antes de la puesta en servicio comercial en 2004. |
| 487,3 km/h (303 mph)  | 2010-12-03            | Línea de Alta Velocidad Pekín-Shanghái                                   | China                   | CRH380BL                                        | Múltiple       | Monofásico                        | No modificado | Tren de 16 coches. |
| 486,1 km/h (302 mph)  | 2010-12-03            | Línea de Alta Velocidad Pekín-Shanghái                                   | China                   | CRH380 AL                                       | Múltiple       | Monofásico                        | No modificado | Tren de 16 coches, cerca de Sùzhōu. |
| 443 km/h (275 mph)    | 1996-07-26            | Tōkaidō Shinkansen                                                       | Japón                   | Clase 955 Shinkansen                            | Múltiple       | CA                                | Prototipo     | |
| 421,4 km/h (262 mph)  | 2013-03-28            | Ferrocarril de Alta Velocidad Gyeongbu                                   | Corea del Sur           | Hyundai Rotem HEMU-430X                         | Múltiple       | CA                                | Prototipo     | Conjunto de tren de seis coches. Prueba de velocidad máxima. |
| 411,5 km/h (256 mph)  | 1974-08-14            | High Speed Ground Test Center                                            | Estados Unidos          | LIMRV                                           | Locomotora     | Turbina de gas                    | Prototipo     | |
| 406,9 km/h (253 mph)  | 1988-05-01            | Línea de alta velocidad Hannover-Wurzburgo                               | Alemania                | Intercity Experimental (ICE V)                  | Múltiple       | CA                                | Prototipo     | Superó los 400 km/h en un túnel. |
| 403,7 km/h (251 mph)  | 2006-07-16            | LAV Madrid-Barcelona                                                     | España                  | Renfe Clase 103                                 | Múltiple       | CA                                | No modificado | Actualmente tiene el récord del tren de CA no modificado (no Maglev) más rápido del mundo. |
| 400 km/h (249 mph)    | 2019-12-14            | Tōhoku Shinkansen                                                        | Japón                   | "ALFA-X" Clase E956                             | Múltiple       | CA                                | Prototipo     | |
| 393,8 km/h (245 mph)  | 2016-02-26            | AV Milano-Torino                                                         | Italia                  | ETR 1000                                        | Múltiple       | CA                                | No modificado | |
| 380 km/h (236 mph)    | 1981-02-26            | Línea de alta velocidad París-Lyon                                       | Francia                 | TGV Sud-Est Set No. 16                          | Múltiple       | CA                                | Modificado    | La tensión de la línea se aumentó de 25 kV a 29 kV, se dispusieron ruedas de mayor diámetro y las relaciones de transmisión entre motores y ruedas se aumentaron. |
| 362 km/h (225 mph)    | 2009-02-04            | Túnel de Monte Bibele (LAV Bolonia-Florencia)                            | Italia                  | ETR 500-Y                                       | Múltiple       | CA                                | Modificado    | Récord mundial en túnel. |
| 352,4 km/h (219 mph)  | 2004-12-16            | Ferrocarril de Alta Velocidad Gyeongbu                                   | Corea del Sur           | Hyundai Rotem HSR-350x                          | Múltiple       | CA                                | Prototipo     | |
| 334,7 km/h (208 mph)  | 2003-07-30            | Línea de alta velocidad Londres-Eurotúnel                                | Reino Unido             | Eurostar 3313/4, Serie 373 de British Rail      | Múltiple       | CA                                | No modificado | La velocidad de 334,7 km/h se registró en Nashenden Valley, en las afueras de Rochester. |
| 331 km/h (206 mph)    | 1955-03-29            | "Las Landas", entre Burdeos y Dax                                        | Francia                 | Jeumont-Schneider SNCF BB 9003-9004             | Locomotora     | CC                                | Modificado    | Remolcando 3 coches. El tren fue modificado especialmente para la prueba. La vía resultó gravemente dañada tras el ensayo. |
| 303 km/h (188 mph)    | 2007-09-14            | Ferrocarril de Alta Velocidad Ankara-Estanbul, entre Ankara y Eskişehir. | Turquía                 | ETR 500 Y2                                      | Múltiple       | CA                                | No modificado | Récord de velocidad del ferrocarril turco. Récord establecido durante las pruebas del ferrocarril de alta velocidad, 18 meses antes de que comenzara el servicio comercial. |
| 275 km/h (171 mph)    | 1967-12-20            | Corredor Noreste entre Trenton y New Brunswick, Nueva Jersey             | Estados Unidos          | Turbo Tren UAC                                  | GTEL (turbina) | --                                | No modificado | -- |
| 271 km/h (168 mph)    | 1993-10-05            | San Petersburgo - Moscú                                                  | Rusia                   | TEP80                                           | Locomotora     | Diésel-eléctrico                  | Prototipo     | Reclamado, pero sin verificación de un testigo independiente. |
| 256 km/h (159 mph)    | 2002-06-12 2002-07-10 | Madrid - Barcelona, Olmedo-Medina del Campo                              | España                  | Talgo XXI                                       | Múltiple       | Diésel-eléctrico                  | Prototipo     | Reclamado por la empresa en ambas fechas. |
| 245 km/h (152 mph)    | 1980                  | Rosslyn a De Wildt en Sudáfrica                                          | Sudáfrica               | South African Clase 6E                          | Locomotora     | CC                                | Prototipo     | Se probaron pantógrafos de alta velocidad para el ferrocarril británico en la locomotora número E1525. La idea fue abandonada a partir de entonces. |
| 238 km/h (148 mph)    | 1987-11-01            | Línea Principal de la Costa Este                                         | Reino Unido             | Clase 43 (HST)                                  | Múltiple       | Diésel-eléctrico                  | Modificado    | Récord oficial actual de velocidad diésel enumerado en el Libro Guinness de los récords de 2006 . |
| 230,4 km/h (143 mph)  | 1973-06-12            | Línea Principal de la Costa Este                                         | Reino Unido             | Prototipo HST                                   | Múltiple       | Diésel-eléctrico                  | Prototipo     | [ 22 ] |
| 205 km/h (127 mph)    | 1936-02-17            | (-)                                                                      | Alemania                | DRG SVT 137 233-234 "Bauart Leipzig"            | Múltiple       | Diésel-eléctrico                  | No modificado | Primer tren diésel en superar 200 km/h (124 mph). |
| 203 km/h (126 mph)    | 1938-07-20            | Línea Bolonia-Milán entre Pontenure y Plasencia                          | Italia                  | ElettroTreno ETR 200                            | Locomotora     | CC                                | No modificado | |
| 202,58 km/h (126 mph) | 1938-03-07            | Línea Principal de la Costa Este entre Peterborough y Grantham           | Reino Unido             | Locomotora del LNER Clase A4 n.º 4468 "Mallard" | Locomotora     | Vapor                             | No modificado | Velocidad verificada. Poseedor del récord mundial de velocidad para un vehículo de vapor hasta el día de hoy. Sin embargo, el análisis de los rollos del dinamómetro original en 2018 apunta a varios problemas con la verificación original y a una velocidad máxima sostenida de 199,36 km/h (124 mph). |
| 166,6 km/h (104 mph)  | 1934-07-20            |                                                                          | Estados Unidos          | Milwaukee Road Clase F6 #6402                   | Locomotora     | Vapor                             | No modificado | Un punto entre Oakwood (Illinois) y Lake, Wisconsin. También promedió 75,5 mph (122 km/h) en 85 millas (136,8 km) de Chicago a Milwaukee, y 89,92 mph (145 km/h) en un tramo de 68,9 millas (110,9 km).                                                                                                   |
| 161 km/h (100 mph)    | 1934-11-30            | Línea Principal de la Costa Este                                         | Reino Unido             | LNER Clase A3 4472 Flying Scotsman              | Locomotora     | Vapor                             | No modificado | En 1934, la "Flying Scotsman" fue la primera locomotora de vapor en lograr un registro superior a 100 mph (161 km/h) verificado. |
| 48 km/h (30 mph)      | 1829                  | Pruebas de Rainhill                                                      | Reino Unido             | The Rocket                                      | Locomotora     | Vapor                             | No modificado | [ 28 ] |

### Trenes con ruedas convencionales
La siguiente es una lista de récords mundiales absolutos de velocidad verificados para vehículos ferroviarios con ruedas convencionales.
| Velocidad            | Fecha      | Línea                                  | País           | Tren                                       | Disposición | Propulsión       | Estado        | Comentarios |
| -------------------- | ---------- | -------------------------------------- | -------------- | ------------------------------------------ | ----------- | ---------------- | ------------- | --- |
| 574,8 km/h (357 mph) | 2007-04-03 | Línea de alta velocidad europea Este   | Francia        | TGV POS Set No. 4402                       | Múltiple    | CA               | Modificado    | Conjunto formado por 2 coches motorizados + 3 remolques. Récord mundial actual sobre raíles de acero. |
| 487,3 km/h (303 mph) | 2010-12-03 | LAV Pekín-Shanghái                     | China          | CRH380BL                                   | Múltiple    | Monofásico       | No modificado | Tren de 16 coches. |
| 486,1 km/h (302 mph) | 2010-12-03 | LAV Pekín-Shanghái                     | China          | CRH380 AL                                  | Múltiple    | Monofásico       | No modificado | Tren de 16 coches, cerca de Sùzhōu. |
| 421,4 km/h (262 mph) | 2013-03-28 | Ferrocarril de Alta Velocidad Gyeongbu | Corea del Sur  | Hyundai Rotem HEMU-430X                    | Múltiple    | CA               | Prototipo     | Tren de seis vagones. Prueba de velocidad máxima. |
| 352,4 km/h (219 mph) | 2004-12-16 | Ferrocarril de Alta Velocidad Gyeongbu | Corea del Sur  | Hyundai Rotem HSR-350x                     | Múltiple    | CA               | Prototipo     | |
| 334,7 km/h (208 mph) | 2003-07-30 | LAV Londres-Eurotúnel                  | Reino Unido    | Eurostar 3313/4, Serie 373 de British Rail | Múltiple    | CA               | No modificado | La velocidad de 334,7 km/h se registró en Nashenden Valley, en las afueras de Rochester. |
| 331 km/h (206 mph)   | 1955-03-29 | "Las Landas", entre Burdeos y Dax      | Francia        | Jeumont-Schneider SNCF BB 9003-9004        | Locomotora  | CC               | Modificado    | Remolcando 3 coches. El tren fue modificado especialmente para la prueba. La vía resultó gravemente dañada por la prueba. |
| 271 km/h (168 mph)   | 1993-10-05 | San Petersburgo-Moscú                  | Rusia          | TEP80                                      | Múltiple    | Diésel-eléctrico | Prototipo     | Reclamado, pero sin verificación de un testigo independiente. |
| 238 km/h (148 mph)   | 1987-11-01 | Línea Principal de la Costa Este       | Reino Unido    | Clase 43 (HST)                             | Múltiple    | Diésel-eléctrico | Modificado    | Récord oficial actual de velocidad diésel enumerado en 2006 Libro Guinness de los récords. |
| 230,4 km/h (143 mph) | 1973-06-12 | Línea Principal de la Costa Este       | Reino Unido    | Prototipo HST                              | Múltiple    | Diésel-eléctrico | Prototipo     | [ 22 ] |
| 205 km/h (127 mph)   | 1936-02-17 |                                        | Alemania       | DRG SVT 137 233-234 "Bauart Leipzig"       | Múltiple    | Diésel-eléctrico | No modificado | Récord mundial de velocidad. Primer tren diésel en superar 200 km/h (124 mph). |
| 202,6 km/h (126 mph) | 1938-07-03 |                                        | Reino Unido    | LNER Class A4 No. 4468 Mallard             | Locomotora  | Vapor            | Desconocido   | Cuesta abajo. Los datos indican una velocidad máxima de 202,6 km/h (126 mph), y una velocidad media (sobre media milla) de 201,2 km/h (125 mph). La Mallard sufrió el recalentamiento del muñón del cigüeñal durante el recorrido, pero fue reparada y volvió al servicio en 9 días. Es el récord que ha permanecido para una locomotora de vapor. Sin embargo, el análisis en 2018 de los rollos del dinamómetro original apunta a varios problemas con la autenticación original y a una velocidad máxima sostenida de 199,36 km/h (124 mph). |
| 166,6 km/h (104 mph) | 1934-07-20 |                                        | Estados Unidos | Milwaukee Road Clase F6 #6402              | Locomotora  | Vapor            | No modificado | Un punto entre Oakwood (Illinois) y Lake, Wisconsin. También promedió 75,5 mph (122 km/h) en 85 millas (136,8 km) de Chicago a Milwaukee, y 89,92 mph (145 km/h) para un tramo de 68,9 millas (110,9 km). |
| 161 km/h (100 mph)   | 1934-11-30 | Línea Principal de la Costa Este       | Reino Unido    | LNER Clase A3 4472 Flying Scotsman         | Locomotora  | Vapor            | No modificado | En 1934, la Flying Scotsman fue la primera locomotora de vapor en lograr un registro superior a 100 mph (161 km/h). |
| 48 km/h (30 mph)     | 1829       | Pruebas de Rainhill                    | Reino Unido    | The Rocket                                 | Locomotora  | Vapor            | No modificado | [ 28 ] |

#### Vehículos eléctricos
La siguiente es una lista de récords de velocidad para vehículos ferroviarios con motores de tracción eléctrica y propulsados por electricidad transferida al tren.
| Velocidad            | Fecha      | Línea                                                         | País           | Tren                                              | Disposición | Propulsión | Estado        | Comentarios |
| -------------------- | ---------- | ------------------------------------------------------------- | -------------- | ------------------------------------------------- | ----------- | ---------- | ------------- | --- |
| 574,8 km/h (357 mph) | 2007-04-03 | Línea de alta velocidad europea Este                          | Francia        | TGV POS Set No. 4402                              | Múltiple    | Monofásico | Modificado    | Conjunto formado por 2 coches motorizados + 3 remolques. Récord mundial actual.                                                       |
| 487,3 km/h (303 mph) | 2010-12-03 | LAV Pekín-Shanghái                                            | China          | CRH380BL                                          | Múltiple    | Monofásico | No modificado | Tren de 16 coches. |
| 486,1 km/h (302 mph) | 2010-12-03 | LAV Pekín-Shanghái                                            | China          | CRH380 AL                                         | Múltiple    | Monofásico | No modificado | Tren de 16 coches, cerca de Sùzhōu.                                                                                                   |
| 443 km/h (275 mph)   | 1996-07-26 | Tōkaidō Shinkansen                                            | Japón          | Clase 955 Shinkansen                              | Múltiple    | Monofásico | Prototipo     | |
| 425 km/h (264 mph)   | 1993-12-21 | Jōetsu Shinkansen                                             | Japón          | Clase 952/953 Shinkansen                          | Múltiple    | Monofásico | Prototipo     | |
| 421,4 km/h (262 mph) | 2013-03-28 | Ferrocarril de Alta Velocidad Gyeongbu                        | Corea del Sur  | Hyundai Rotem HEMU-430X                           | Múltiple    | Monofásico | Prototipo     | Tren de seis vagones. Prueba de velocidad máxima.                                                                                     |
| 416,6 km/h (259 mph) | 2010-09-28 | LAV Shanghái-Hangzhou                                         | China          | CRH380 A                                          | Múltiple    | Monofásico | No modificado | [ 35 ] |
| 403,7 km/h (251 mph) | 2006-07-15 | Guadalajara-Calatayud                                         | España         | Siemens Velaro E (AVE S-103)                      | Múltiple    | Monofásico | No modificado | Días 15 y 16 de julio. |
| 362 km/h (225 mph)   | 2009-02-03 | Línea de alta velocidad Bolonia-Florencia                     | Italia         | ETR 500 Y1                                        | Múltiple    | Monofásico | Modificado    | Récord italiano de velocidad en un túnel, logrado en Monte Bibele en la línea de alta velocidad entre Florencia y Bolonia.            |
| 357 km/h (222 mph)   | 2006-09-02 | Línea de alta velocidad Núremberg-Ingolstadt-Múnich           | Alemania       | Siemens EuroSprinter ES64U4 No. 1216 050-5        | Locomotora  | Monofásico | No modificado | En la Línea de alta velocidad Núremberg-Ingolstadt-Múnich, locomotora propiedad de Österreichische Bundesbahnen, tirando de un coche. |
| 334,7 km/h (208 mph) | 2003-07-30 | LAV Londres-Eurotúnel                                         | Reino Unido    | Eurostar 3313/4, Serie 373 de British Rail        | Múltiple    | CA         | No modificado | La velocidad de 334,7 km/h se registró en Nashenden Valley, en las afueras de Rochester.                                              |
| 331 km/h (206 mph)   | 1955-03-29 | "Las Landas", entre Burdeos y Dax                             | Francia        | Jeumont-Schneider SNCF BB 9003-9004               | Locomotora  | CC         | Modificado    | Remolcando 3 coches. El tren fue modificado especialmente para la prueba. La vía resultó gravemente dañada por la prueba.             |
| 319 km/h (198 mph)   | 1979-12-07 | Vía de pruebas de Oyama                                       | Japón          | Clase 961 Shinkansen                              | Múltiple    | Monofásico | Prototipo     | Tramo de pruebas, posteriormente parte del Tōhoku Shinkansen.                                                                         |
| 286 km/h (178 mph)   | 1972-02-24 | Sanyō Shinkansen                                              | Japón          | Clase 951 Shinkansen                              | Múltiple    | Monofásico | Prototipo     | [ 41 ] |
| 256 km/h (159 mph)   | 1963-03-30 | Vía de pruebas de Odawara                                     | Japón          | Clase 1000 Shinkansen                             | Múltiple    | Monofásico | Prototipo     | Tramo de pruebas, posteriormente parte del Tōkaidō Shinkansen.                                                                        |
| 210,2 km/h (131 mph) | 1903-10-28 | Ferrocarril Militar Real de Prusia entre Marienfelde y Zossen | Alemania       | Automotor Trifásico Experimental AEG              | Múltiple    | Trifásico  | Prototipo     | Muchas fuentes indican el 27 de octubre.                                                                                              |
| 203 km/h (126 mph)   | 1939-20-07 | Líneas Florencia-Bolonia "direttissima" y Bolonia-Milán       | Italia         | ElettroTreno ETR 200                              | Múltiple    | CC         | No modificado | Récord de velocidad media entre Bolonia y Milán.                                                                                      |
| 203 km/h (126 mph)   | 1903-10-06 | Ferrocarril Militar Real de Prusia entre Marienfelde y Zossen | Alemania       | Automotor Trifásico Experimental Siemens & Halske | Múltiple    | Trifásico  | Prototipo     | Algunas fuentes indican el 7 de octubre, otras hablan de 200,99 km/h (125 mph) o una improbable velocidad de 231 km/h (144 mph).      |
| 162,5 km/h (101 mph) | 1901       | Ferrocarril Militar Real de Prusia entre Marienfelde y Zossen | Alemania       | Automotor Trifásico Experimental Siemens & Halske | Múltiple    | Trifásico  | Prototipo     | Algunas fuentes señalan 160 km/h (99 mph) o 162 km/h (101 mph).                                                                       |
| 161 km/h (100 mph)   | 1934-08    | Corredor Noreste                                              | Estados Unidos | PRR GG1                                           | Múltiple    | Monofásico | No modificado | Primer tren de pasajeros eléctrico aerodinámico del mundo, tirando de 14 coches a velocidades sostenidas de 161 km/h.                 |

#### Combustible-eléctrico
La siguiente es una lista de récords de velocidad para vehículos ferroviarios con combustible a bordo para generar electricidad para motor de tracción, como los trenes locomotora diésel, unidad diésel múltiple y gas turbine-electric locomotive.
| Velocidad            | Fecha                  | Línea                                       | País           | Tren                                 | Disposición | Propulsión         | Estado        | Comentarios |
| -------------------- | ---------------------- | ------------------------------------------- | -------------- | ------------------------------------ | ----------- | ------------------ | ------------- | --- |
| 271 km/h (168 mph)   | 1993-10-05             | San Petersburgo-Moscú                       | Rusia          | TEP80                                | Múltiple    | Diésel-eléctrico   | Prototipo     | Reclamado, pero sin verificación por un testigo independiente.                                                                                                   |
| 256 km/h (159 mph)   | 2002-06-12, 2002-07-10 | Madrid - Barcelona, Olmedo-Medina del Campo | España         | Talgo                                | Multi       | Diesel-elec        | Prototipo     | Reclamado por la empresa para ambas fechas. |
| 238 km/h (148 mph)   | 1987-11-01             | Línea Principal de la Costa Este            | Reino Unido    | Clase 43 (HST)                       | Múltiple    | Diésel-eléctrico   | Modificado    | Récord oficial actual de velocidad diésel citado en el Libro Guinness de los récords de 2006.                                                                    |
| 230,4 km/h (143 mph) | 1973-06-12             | Línea Principal de la Costa Este            | Reino Unido    | Prototipo HST                        | Múltiple    | Diésel-eléctrico   | Prototipo     | [ 22 ] |
| 205 km/h (127 mph)   | 1936-02-17             |                                             | Alemania       | DRG SVT 137 233-234 "Bauart Leipzig" | Múltiple    | Diésel-eléctrico   | No modificado | Récord mundial de velocidad. Primer tren diésel en superar 200 km/h (124 mph).                                                                                   |
| 181 km/h (112 mph)   | 1934-05-26             |                                             | Estados Unidos | Pioneer Zephyr                       | Múltiple    | Diésel-eléctrico   | No modificado | Récord mundial de velocidad. Primer tren diésel-eléctrico aerodinámico y primer tren de pasajeros de varios coches en alcanzar una velocidad máxima de 181 km/h. |
| 177 km/h (110 mph)   | 1934-02-12             |                                             | Estados Unidos | M-10000                              | Múltiple    | Gasolina-eléctrico | No modificado | Récord mundial de velocidad. Primer tren aerodinámico gasolina-eléctrico y primer tren de pasajeros multicoche en alcanzar una velocidad máxima de 177 km/h.     |

#### Combustible-mecánico
La siguiente es una lista de récords de velocidad para vehículos ferroviarios con combustible a bordo en energía mecánica para impulsar las ruedas del vehículo, como los trenes locomotora diésel y los trenes gas turbine locomotive que usan transmisión mecánica para impulsar las ruedas motrices.
| Velocidad          | Fecha      | Línea                            | País           | Tren             | Disposición | Propulsión        | Estado      | Comentarios |
| ------------------ | ---------- | -------------------------------- | -------------- | ---------------- | ----------- | ----------------- | ----------- | --- |
| 275 km/h (171 mph) | 1967-12-20 | Corredor Noreste                 | Estados Unidos | Turbo Tren UAC   | Múltiple    | Gas               | Desconocido | [ 49 ] |
| 129 km/h (80 mph)  | 1905       | Union Pacific y Southern Pacific | Estados Unidos | Railmotor McKeen | Sencillo    | Motor de gasolina | Desconocido | Primer tren aerodinámico de la historia con 152 unidades vendidas y utilizadas por la Union Pacific y otras compañías ferroviarias entre 1905 y 1934. |

#### Vapor
La siguiente es una lista de récords de velocidad conseguidos por locomotoras de vapor.
Nota: Todos los récords con una velocidad superior a 202,6 km/h (126 mph) (el récord establecido por la Locomotora Mallard) no han sido verificados oficialmente.
| Velocidad            | Fecha      | Línea | País           | Tren                                                           | Disposición | Propulsión | Estado        | Comentarios |
| -------------------- | ---------- | --- | -------------- | -------------------------------------------------------------- | ----------- | ---------- | ------------- | --- |
| 202,6 km/h (126 mph) | 1938-07-03 | Línea Principal de la Costa Este | Reino Unido    | LNER Clase A4 No. 4468 Mallard                                 | Locomotora  | Vapor      | No modificado | Cuesta abajo. Los datos indican una velocidad máxima de 202,6 km/h (126 mph) y una velocidad media (sobre media milla) de 201,2 km/h (125 mph). La Mallard sufrió un sobrecalentamiento del cojinete de cabeza de la biela central (o muñón de cigüeñal) durante el recorrido, pero se pudo reparar la avería y la máquina volvió al servicio 9 días después. El registro de la Mallard es el récord mundial de velocidad para una locomotora de vapor. |
| 200,4 km/h (125 mph) | 1936-05-11 | | Alemania       | Borsig DRG Serie 05 002                                        | Locomotora  | Vapor      | No modificado | Tramo en pendiente. |
| 198 km/h (123 mph)   | 1934-12-27 | Ferrocarril Central de Nueva York, Ferrocarril de Boston y Albany, Ferrocarril de Toronto, Hamilton y Buffalo, Ferrocarril Central de Míchigan, Ferrocarril de Cleveland, Cincinnati, Chicago y St. Louis | Estados Unidos | New York Central Hudson "Commodore Vanderbilt"                 | Locomotora  | Vapor      | No modificado | Este fue el primer tren de vapor aerodinámico alimentado con carbón de la historia. |
| 181,1 km/h (113 mph) | 1935-04-05 | | Estados Unidos | Milwaukee Road Clase A #2                                      | Locomotora  | Vapor      | Desconocido   | Este fue el primer tren de vapor aerodinámico alimentado con petróleo de la historia. Afirmó haber mantenido una velocidad de 112,5 mph (181 km/h) en un tramo de 14 millas (22,5 km). La velocidad promedio en las 136 millas (218,9 km) entre Milwaukee y New Lisbon (Wisconsin) fue de 74,9 mph (121 km/h). |
| 166,6 km/h (104 mph) | 1934-07-20 | | Estados Unidos | Milwaukee Road Clase F6 #6402                                  | Locomotora  | Vapor      | No modificado | Un punto entre Oakwood (Illinois) y Lake, Wisconsin. También promedió 75,5 mph (122 km/h) en 85 millas (136,8 km) de Chicago a Milwaukee, y 89,92 mph (145 km/h) para un tramo de 68,9 millas (110,9 km). Este viaje fue una prueba de la viabilidad de un nuevo servicio de tren de pasajeros de alta velocidad planificado entre Chicago y Minneapolis-St. Paul a través de Milwaukee, que se concretó al año siguiente como Hiawatha.                |
| 161 km/h (100 mph)   | 1934-11-30 | | Reino Unido    | LNER Clase A3 4472 Flying Scotsman                             | Locomotora  | Vapor      | No modificado | En 1934, la Flying Scotsman fue la primera locomotora de vapor que superó las 100 mph (161 km/h) de forma verificada. |
| 165 km/h (103 mph)   | 1904-05-04 | Línea de Exeter a Bristol | Reino Unido    | GWR Clase 3700 No. 3440 City of Truro                          | Locomotora  | Vapor      | No modificado | Este fue el primer registro superior a 100 mph (161 km/h) medido y publicado de forma independiente para una locomotora de vapor. |
| 149 km/h (93 mph)    | 1895-10-24 | Ferrocarril de Lake Shore y del Sur de Míchigan | Estados Unidos | 4-6-0 Brooks                                                   | Locomotora  | Vapor      | No modificado | El ingeniero recibió un reloj conmemorativo de la firma Webb C. Ball Company en una ceremonia en las oficinas de los talleres de Brooks Locomotive Works el 17 de abril de 1896. |
| 160,9 km/h (100 mph) | 1893-05-10 | | Estados Unidos | Empire State Express No. 999                                   | Locomotora  | Vapor      | No modificado | 112 mph (180 km/h) declarados, lo que lo convertiría en el primer vehículo de ruedas en superar 100 mph (161 km/h). |
| 48 km/h (30 mph)     | 1829       | Pruebas de Rainhill | Reino Unido    | The Rocket                                                     | Locomotora  | Vapor      | No modificado | [ 28 ] |
| 8 km/h (5 mph)       | 1804-02-21 | Vía férrea de Merthyr | Reino Unido    | Richard Trevithick: Primera locomotora de vapor de la historia | Locomotora  | Vapor      | No modificado | El 21 de febrero de 1804 transportó con éxito 11,24 toneladas de carbón, cinco vagones y 70 hombres durante todo el trayecto, en 4 horas y 5 minutos, a una velocidad media de 2,4 mph (3,9 km/h). |

Nota:
1. ↑  La velocidad se midió y registró utilizando un dispositivo mecánico. El registro estaba disponible para su inspección pública.
2. ↑  Récord registrado por Charles Rous-Marten, un periodista ferroviario muy experimentado, que posteriormente publicó su cuaderno de notas. Pero dado que los tiempos se midieron con un cronómetro manual sin la precisión necesaria, deben permanecer sin homologar. Su cifra declarada de 102,3 mph proviene del cronometraje de un solo cuarto de milla, que se midió en 8,8 segundos utilizando un cronómetro con una precisión máxima de 0,2 segundos. Teniendo en cuenta este dato, de haber estado la medición real más cerca de los 9,0 segundos, la velocidad hubiera sido de 100 mph.

#### Propulsión aérea
La siguiente es una lista de récords de velocidad para vehículos sobre rieles que usan propulsión aérea para mover vehículos sobre rieles mientras las ruedas ruedan en la vía.
| Velocidad             | Fecha      | Línea                                | País            | Tren                              | Disposición | Propulsión     | Estado    | Comentarios                                                                              |
| --------------------- | ---------- | ------------------------------------ | --------------- | --------------------------------- | ----------- | -------------- | --------- | ---------------------------------------------------------------------------------------- |
| 411,5 km/h (256 mph)  | 1974-08-14 | Centro de Pruebas de Alta Velocidad  | Estados Unidos  | LIMRV                             | Locomotora  | Turbina de Gas | Prototipo |                                                                                          |
| 295,72 km/h (184 mph) | 1966-07-23 | De Butler (Indiana) a Stryker (Ohio) | Estados Unidos  | New York Central Budd RDC-3 M-497 | Locomotora  | Reactor        | Prototipo | Reactores aeronáuticos (adaptados al techo).                                             |
| 280 km/h (174 mph)    | 1928-06-23 |                                      | Alemania        | Opel RAK III                      | Locomotora  | Cohete         | Prototipo | Sin tripulación. Algunas fuentes indican 254 km/h (158 mph) o 290 km/h (180 mph). Véase: |
| 140 km/h (87 mph)     | 1921-07-24 | Moscú-Tula                           | Unión Soviética | Aerovagón                         | Sencillo    | Hélice         | Prototipo | Coche impulsado por una hélice accionada por un motor de aviación de gasolina.           |

Utilizando un colchón de aire y un monorriel, el Aerotrén fijó el 5 de marzo de 1974 una velocidad media de 417,6 kilómetros por hora (259,5 mph) y una velocidad máxima de 430,4 kilómetros por hora (267,4 mph).

### Ruedas convencionales – Vía estrecha
| Velocidad          | Fecha      | Línea                                                      | País                        | Tren                             | Disposición | Propulsión        | Estado        | Comentarios                                       |
| ------------------ | ---------- | ---------------------------------------------------------- | --------------------------- | -------------------------------- | ----------- | ----------------- | ------------- | ------------------------------------------------- |
| 245 km/h (152 mph) | 1978-10-31 | Entre Westonaria y Midway                                  | Sudáfrica                   | SAR Clase 6E1 (No. E1525)        | Locomotora  | Monofásico        | Desconocido   | Vía de 3 pies 6 plg (1067 mm). Bogie Scheffel.    |
| 210 km/h (130 mph) | 1999       | Ferrocarriles de Queensland, Línea de la Costa Norte       | Australia                   | Electric Tilt Train              | Múltiple    | CA                | No modificado | Tren pendular para vía de 3 pies 6 plg (1067 mm). |
| 175 km/h (109 mph) | 1960-11-21 | Ferrocarriles Nacionales Japoneses Línea Principal Tōkaidō | Japón                       | JNR KuMoYa93 automotor de prueba | Múltiple    | CC                | Prototipo     | Vía de 3 pies 6 plg (1067 mm).                    |
| 163 km/h (101 mph) | 1959-07-31 | Ferrocarriles Nacionales Japoneses Línea Principal Tōkaidō | Japón                       | JNR Serie 151                    | Múltiple    | CC                | Desconocido   | Vía de 3 pies 6 plg (1067 mm).                    |
| 145 km/h (90 mph)  | 1957-09-27 | Ferrocarriles Nacionales Japoneses Línea Principal Tōkaidō | Japón                       | Odakyū 3000 serie SE Romancecar  | Múltiple    | CC                | Desconocido   | Vía de 3 pies 6 plg (1067 mm).                    |
| 136 km/h (85 mph)  | 1914       |                                                            | África del Sudoeste Alemana | OMEG Automotor «Kronprinz»       | Sencillo    | Motor de gasolina | Desconocido   | Vía de 600 mm (1' 113/5"). Verano de 1914.        |
| 129 km/h (80 mph)  | 1954-12-15 | JNR Línea Principal Tokaido                                | Japón                       | JNR Clase C62 No. C62 17         | Locomotora  | Vapor             | Desconocido   | Vía de 3 pies 6 plg (1067 mm).                    |

### Trenes de levitación magnética
| Velocidad            | Fecha      | Línea                               | País           | Tren           | Disposición | Propulsión | Estado        | Comentarios                                                                        |
| -------------------- | ---------- | ----------------------------------- | -------------- | -------------- | ----------- | ---------- | ------------- | ---------------------------------------------------------------------------------- |
| 603 km/h (375 mph)   | 2015-04-21 | Vía de Pruebas Yamanashi            | Japón          | Shinkansen L0  | Múltiple    | CA         | Prototipo     | Conjunto de tren de siete coches, con pasajeros.                                   |
| 590 km/h (367 mph)   | 2015-04-16 | Vás de Pruebas Yamanashi            | Japón          | Shinkansen L0  | Múltiple    | CA         | Prototipo     | Conjunto de tren de siete coches, con pasajeros.                                   |
| 581 km/h (361 mph)   | 2003-12-02 | Vás de Pruebas Yamanashi            | Japón          | MLX01          | Múltiple    | CA         | Prototipo     | Tren de tres coches. Verificado por el Libro Guinness de los récords.              |
| 552 km/h (343 mph)   | 1999-04-14 | Vás de Pruebas Yamanashi            | Japón          | MLX01          | Múltiple    | CA         | Prototipo     | Conjunto de tren de cinco coches. Verificado por el Libro Guinness de los récords. |
| 501 km/h (311 mph)   | 2003-11-12 | Maglev de Shanghái                  | China          | Transrapid SMT | Múltiple    | CA         | No modificado | Registrado en 2003 en una prueba antes de la operación comercial en 2004.          |
| 411,5 km/h (256 mph) | 1974-08-14 | Centro de Pruebas de Alta Velocidad | Estados Unidos | LIMRV          | Sencillo    | Cable      | Prototipo     |                                                                                    |

### Trineos cohete
| Velocidad              | Fecha      | Línea                       | País           | Tren          | Disposición | Propulsión | Estado    | Comentarios |
| ---------------------- | ---------- | --------------------------- | -------------- | ------------- | ----------- | ---------- | --------- | --- |
| 10 326 km/h (6416 mph) | 2003-04-29 | Holloman AFB (Nuevo México) | Estados Unidos | Trineo cohete | Sencillo    | Cohete     | Prototipo | Sin tripulación. 6416 mph (10 326 km/h) = Mach 8,6. Etapa final de un tren trineo de cuatro etapas. Motor cohete Super Roadrunner. Carga útil 192 lb (87,1 kg). Durante más de 2 millas (3 km), el trineo estuvo en un tubo de helio para reducir la fricción del aire. |
| 9845 km/h (6117 mph)   | 1982-10    | Holloman AFB (Nuevo México) | Estados Unidos | Trineo cohete | Sencillo    | Cohete     | Prototipo | Sin tripulación. Aceleró una carga útil de 25 lb (11,3 kg) a una velocidad de 6119 mph (9848 km/h). |
| 1017 km/h (632 mph)    | 1954-12-10 | Holloman AFB (Nuevo México) | Estados Unidos | Trineo cohete | Sencillo    | Cohete     | Prototipo | Tripulado por John Stapp. El trineo-cohete tripulado más rápido. El vehículo ferroviario tripulado más rápido. El vehículo de cabina abierta tripulado más rápido. Cero a 1017 km/h (632 mph) y de vuelta a cero en 3500 pies (1067 m) en total.                        |

## Velocidades promedio punto a punto más rápidas del mundo en operaciones comerciales
Las siguientes son las listas de velocidades operativas promedio récord mundial entre dos estaciones. Las velocidades medias se miden por el tiempo total y la distancia entre las dos estaciones.

### Todos los trenes operados comercialmente
| Velocidad media      | Velocidad máxima                       | Tren                             | Tipo        | Localización            | Desde                            | Hasta                                 | Distancia          | Duración     | Fecha desde | Fecha hasta | Comentarios |
| -------------------- | -------------------------------------- | -------------------------------- | ----------- | ----------------------- | -------------------------------- | ------------------------------------- | ------------------ | ------------ | ----------- | ----------- | --- |
| 316,7 km/h (197 mph) | 350 km/h (217 mph)                     | Fuxing Hao                       | Monofásico  | República Popular China | Beijing                          | Nankín                                | 1018,6 km (633 mi) | 193 min      | 2018        |             | En la LAV Pekín-Shanghái. |
| 283,7 km/h (176 mph) | 300 km/h (310 km/h con tolerancia +10) | CRH380 A                         | Monofásico  | República Popular China | Shijiazhuang                     | Zhengzhou                             | 383 km (238 mi)    | 81 min       | 2010        |             | En la LAV Wuhan-Guangzhou. |
| 279,3 km/h (174 mph) | 320 km/h (199 mph)                     | TGV Duplex                       | Monofásico  | Francia                 | Lorena TGV                       | Champaña-Ardenas TGV                  | 167,6 km (104 mi)  | 36 min       | 2007        | 2010        | En la LAV Europea del Este. |
| 263,4 km/h (164 mph) | 320 km/h (199 mph)                     | E5 series shinkansen             | Monofásico  | Japón                   | Ōmiya                            | Sendai                                | 294,1 km (183 mi)  | 67 min       | 2011        | 2017        | Con el servicio Hayabusa en la línea Tōhoku Shinkansen. |
| 263,3 km/h (164 mph) | 320 km/h (199 mph)                     | TGV Duplex                       | Monofásico  | Francia                 | Aeropuerto de Lyon-Saint Exupéry | Aix-en-Provence                       | 289,6 km (180 mi)  | 66 min       | 2005        | 2007        | En la LAV Mediterránea. |
| 261,8 km/h (163 mph) | 300 km/h (186 mph)                     | Nozomi Shinkansen                | Monofásico  | Japón                   | Hiroshima                        | Kokura                                | 192 km (119 mi)    | 44 min       | 1997        | 2005        | Operado por el Shinkansen serie 500. |
| 249,5 km/h (155 mph) | 431 km/h (268 mph)                     | Maglev de Shanghái               | CA (Maglev) | República Popular China | Longyang Road                    | SHM                                   | 29 km (18 mi)      | 7 min 20 sec | 2003        |             | Velocidades media y máxima durante el intervalo pico (09:00–10:45 y 15:00–15:45). |
| 235,8 km/h (147 mph) | 310 km/h (193 mph)                     | AVE S-103                        | Monofásico  | España                  | Madrid-Atocha                    | Barcelona-Sants                       | 620,9 km (386 mi)  | 158 min      | 2008        |             | En la LAV Madrid-Zaragoza-Barcelona-Frontera francesa. |
| 232,4 km/h (144 mph) | 300 km/h (186 mph)                     | ICE 3                            | Monofásico  | Alemania                | Aeropuerto de Frankfurt          | Siegburg/Bonn                         | 143,3 km (89 mi)   | 37 min       | 2006        |             | En la LAV Colonia-Fráncfort. |
| 223,2 km/h (139 mph) | 320 km/h (199 mph)                     | Al Boraq                         | Monofásico  | Marruecos               | Tánger-Ville                     | Kenitra-Ville                         | 186 km (116 mi)    | 50 min       | 2018        |             | En la LAV Casablanca-Tánger. |
| 219,9 km/h (137 mph) | 320 km/h (199 mph)                     | Eurostar e300/e320               | Monofásico  | Reino Unido, Francia    | Saint Pancras (Londres)          | Estación de París Norte               | 491 km (305 mi)    | 134 min      | 2007        |             | En la LAV Londres-Eurotúnel, Eurotúnel y LAV Norte. En un viaje de 2007 el tren tardó 124 min, lo que equivale a un promedio de 238,3 km/h (148 mph).                                                                        |
| 210,8 km/h (131 mph) | 300 km/h (186 mph)                     | ETR500, ETR 1000, ETR575 "Italo" | Monofásico  | Italia                  | Milano Centrale                  | Bolonia Central                       | 214,7 km (133 mi)  | 61 min       | 2008        |             | En la LAV Milán-Bolonia. |
| 254,3 km/h (158 mph) | 300 km/h (186 mph)                     | TGV                              | Monofásico  | Francia                 | Estación de Lille-Europe         | Aeropuerto de París-Charles de Gaulle | 203,4 km (126 mi)  | 48 min       | 1995        | 1997        | En la LAV de Interconexión Este y en la LAV Norte. Registro histórico. |
| 130,4 km/h (81 mph)  | 161 km/h (100 mph)                     | Morning Hiawatha                 | Vapor       | Estados Unidos          | Sparta (Wisconsin)               | Portage (Wisconsin)                   | 126 km (78 mi)     | 58 min       | 1939        | 1971        | 78,3 millas (126 km) en 58 minutos, Milwaukee Road Clase F7. Registro histórico. |
| 114,8 km/h (71 mph)  | 148,7 km/h (92 mph)                    | Cheltenham Spa Express           | Vapor       | Reino Unido             | Swindon                          | Londres                               | 124,3 km (77 mi)   | 65 min       | 1932        | 1933        | 77,25 millas (124,3 km) en 65 minutos. Reclamado por Great Western Railway en ese momento como el tren más rápido del mundo. Ahora operado por GWR en 49 minutos con trenes Clase 800 Hitachi Intercity. Registro histórico. |